# Tim Coronel
Tim Alfa Coronel (Naarden, Países Bajos, 5 de abril de 1972) es un piloto de automovilismo neerlandés. Es el hermano gemelo del piloto del también piloto Tom Romeo Coronel, con quien compite en el Rally Dakar.

## Carrera
Tim hizo sus primeros pasos en las carreras al ganar la Copa Citroën AX de Países Bajos en 1994 con 22 años de edad. A esto le siguieron terminar séptimo y quinto en dos años en la Fórmula Opel EuroCup.
En 1997 compitió en la Fórmula 3 alemana. Se trasladó a los vehículos de turismo en 1998 compitiendo con un Mitsubishi Carisma en el campeonato neerlandés, en la que terminó 11°, y 6° y 3° a los años siguientes. Tim compitió con un Lexus IS200 en 2001, terminando 5.º lugar. En la siguiente temporada, terminó 4° en un Renault Clio.
Ganó el Dutch Alfa Romeo 147 Challenge en 2003 y la Dutch Porsche GT3 Cup en 2005. Entre 2006 y 2008 corrió en la Dutch BMW 130i Cup.
En el año 2009 pasó a la Eurocopa SEAT León. En la primera ronda en Valencia acabó tercero y cuarto en las dos carreras, convirtiéndose en el máximo anotador del fin de semana, lo que significó que ganó el derecho a correr una carrera en el Campeonato Mundial de Turismos sobre un SEAT León TFSI del equipo SUNRED Engineering (el mismo equipo donde se encontraba su hermano Tom), en Brno. Al año siguiente participó en la carrera de Brands Hatch en un BMW 320si del equipo Engstler.

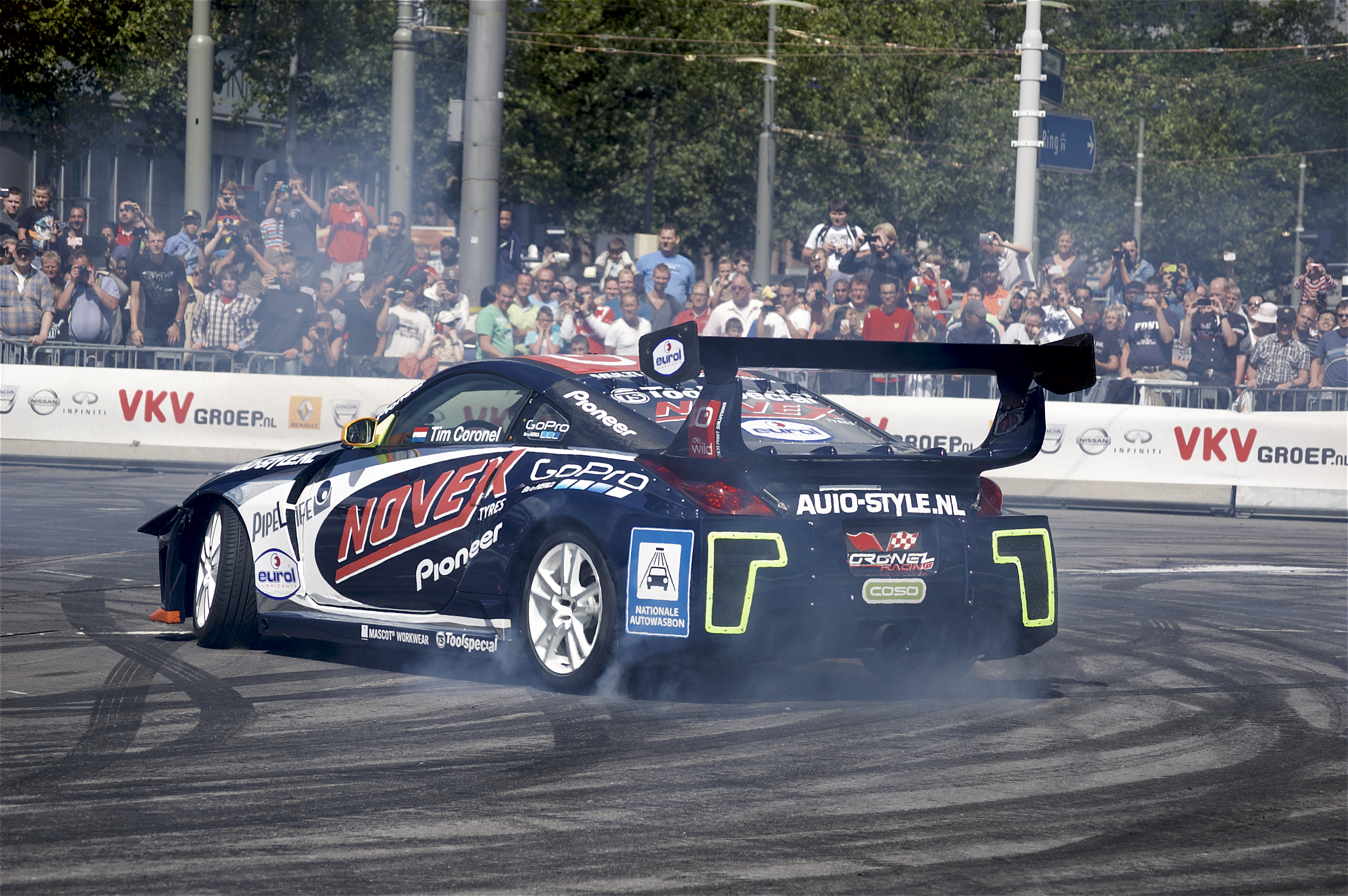
Tim Alfa Coronel en la demostración VKV City Racing Rotterdam de 2013.

En enero de 2009 Tim y Tom Coronel compitieron en el Rally Dakar en un Bowler Nemesis. Tim lo volvió a disputar otra vez en el 2010, 2011 y 2012 sobre un McRae Buggy, y ganó en la categoría Solo (sin navegante) en todas dichas mencionadas. Sigue disputando la competencia hasta la actualidad junto a su hermano.

## Resultados

### Campeonato Mundial de Turismos
(Clave) (negrita indica pole position) (cursiva indica vuelta rápida)

| Año     | Equipo                   | Automóvil          | 1     | 2     | 3     | 4     | 5     | 6     | 7     | 8     | 9     | 10    | 11       | 12       | 13    | 14    | 15    | 16    | 17    | 18    | 19    | 20    | 21    | 22    | 23    | 24    | Pos. | Puntos |
| ------- | ------------------------ | ------------------ | ----- | ----- | ----- | ----- | ----- | ----- | ----- | ----- | ----- | ----- | -------- | -------- | ----- | ----- | ----- | ----- | ----- | ----- | ----- | ----- | ----- | ----- | ----- | ----- | ---- | ------ |
| 2009    | SUNRED Engineering       | SEAT León 2.0 TFSI | BRA 1 | BRA 2 | MEX 1 | MEX 2 | MAR 1 | MAR 2 | FRA 1 | FRA 2 | ESP 1 | ESP 2 | CZE 1 12 | CZE 2 16 | POR 1 | POR 2 | GBR 1 | GBR 2 | GER 1 | GER 2 | ITA 1 | ITA 2 | JPN 1 | JPN 2 | MAC 1 | MAC 2 | NC   | 0      |
| 2010    | Liqui Moly Team Engstler | BMW 320si          | BRA 1 | BRA 2 | MAR 1 | MAR 2 | ITA 1 | ITA 2 | BEL 1 | BEL 2 | POR 1 | POR 2 | GBR 1 20 | GBR 2 15 | CZE 1 | CZE 2 | GER 1 | GER 2 | ESP 1 | ESP 2 | JPN 1 | JPN 2 | MAC 1 | MAC 2 |       |       | NC   | 0      |
| Fuente: |                          |                    |       |       |       |       |       |       |       |       |       |       |          |          |       |       |       |       |       |       |       |       |       |       |       |       |      |        |

### Rally Dakar
| Año     | Categoría | Copiloto     | Vehículo  | Posición | Etapas |
| ------- | --------- | ------------ | --------- | -------- | ------ |
| 2009    | Coches    | Tom Coronel  | Bowler    | 71.º     | -      |
| 2010    | Coches    | Sin copiloto | McRae     | 50.º     | -      |
| 2011    | Coches    | Sin copiloto | McRae     | 36.º     | -      |
| 2012    | Coches    | Sin copiloto | McRae     | 44.º     | -      |
| 2013    | Coches    | Sin copiloto | Suzuki    | 56.º     | -      |
| 2014    | Coches    | Sin copiloto | Suzuki    | Ret.     | -      |
| 2015    | Coches    | Sin copiloto | Gokobra   | Ret.     | -      |
| 2016    | Coches    | Sin copiloto | Suzuki    | 36.º     | -      |
| 2017    | Coches    | Sin copiloto | Suzuki    | Ret.     | -      |
| 2018    | Coches    | Tom Coronel  | Jefferies | 35.º     | -      |
| 2019    | Coches    | Tom Coronel  | Jefferies | 42.º     | -      |
| 2020    | Coches    | Tom Coronel  | Jefferies | 28.º     | -      |
| 2021    | Coches    | Tom Coronel  | Jefferies | 29.º     | -      |
| 2022    | Coches    | Tom Coronel  | Century   | Ret.     | -      |
| 2023    | Coches    | Tom Coronel  | Century   | 41.º     | -      |
| 2024    | Coches    | Tom Coronel  | Century   | 22.º     | -      |
| 2025    | Coches    | Tom Coronel  | Century   | 43.º     | -      |
| Fuente: |           |              |           |          |        |